# Уелтън
Уелтън (на английски: Wellton) е град в окръг Юма, щата Аризона, САЩ. Уелтън е с население от 1905 жители (2007) и обща площ от 6,5 km². Намира се на 75 m надморска височина. ЗИП кодът му е 85356, а телефонният му код е 928.